# Antarktyczna odmiana języka angielskiego
Antarktyczna odmiana języka angielskiego – odmiana języka angielskiego, którą posługują się ludzie zamieszkujący kontynent Antarktydy i wyspy subantarktyczne. Odmiana ta jest używana głównie przez naukowców i pracowników branży turystycznej na Antarktydzie i składa się z różnych specyficznych słów, a jego użytkownicy mówią nim z unikalnym akcentem. W XIX i XX wieku na język angielski z Antarktydy mieli wpływ hiszpańskojęzyczni mieszkańcy Ameryki Południowej oraz północnoeuropejscy odkrywcy, którzy wprowadzili nowe słowa, używane do dziś.

## Akcent
Pierwszy przypadek antarktycznej odmiany angielskiego opisano w 2019 r. w czasopiśmie Journal of the Acoustical Society of America, w badaniu, w którym opisano zmiany w fonetyce wokalnej naukowców w trakcie zimy na Antarktydzie. Zaobserwowali zmianę w wymowie samogłosek u tych osób, a samogłoski, takie jak ta w słowie „food” i druga w słowie „window”, zaczęły być wymawiane w bardziej wysuniętej do przodu pozycji ust, niż w innych odmianach języka angielskiego. Zmiany są bardzo niewielkie, jak twierdzi badacz: „Nie można usłyszeć różnic, ponieważ są tak małe, ale można je zmierzyć”.

## Słownictwo
W 1989 roku australijska pisarka Bernadette Hince udała się na Antarktydę, aby studiować słownictwo pracujących tam naukowców. Pisała o wielu unikalnych słowach, które powstały na tym kontynencie i nie były używane nigdzie indziej na Ziemi. W 2000 roku opublikowała Antarctic Dictionary, książkę szczegółowo opisującą słowa występujące w tej odmianie języka angielskiego.
| Brytyjski angielski       | Odmiana antarktyczna | Źródło |
| ------------------------- | -------------------- | ------ |
| Antarctica                | The Ice              | [ 2 ]  |
| Home-made beer            | Homer                | [ 2 ]  |
| Insomnia                  | Big Eye              | [ 2 ]  |
| To pick up rubbish        | Fod plod             | [ 7 ]  |
| Clear day with blue skies | Dingle day           | [ 7 ]  |

Odmiana antarktyczna posiada także ponad 200 słów na określenie różnych rodzajów lodu. Do słów tych zaliczają się tabulars (duże, płaskie, południowe góry lodowe, które odrywają się od pokrywy lodowej Antarktydy i mają zwykle ponad 16 km lub 10 mil długości) i growlery (podwodne, rozpadające się góry lodowe o wielkości domu).
W branży turystycznej istnieją terminy określające różne rodzaje spotkań z turystami, takie jak Kodak poisoning (gdy wielu turystów robi zdjęcia tego samego miejsca) i Dead-Pingwin Tours (rodzaj wycieczki odbywającej się późnym latem po tym, jak pingwiny porzucają słabe pisklęta, pozostawiając ich ciała w popularnych miejscach turystycznych, co powoduje smutek wśród przyjezdnych). 
Na antarktyczną odmianę angielskiego duży wpływ miał język hiszpański i różne języki północnoeuropejskie. Na Falklandach język angielski używany w Antarktyce uległ wpływom hiszpańskojęzycznych mieszkańców Ameryki Południowej, czego przykładem jest słowo camp, które pochodzi od hiszpańskiego campo i odnosi się do terenów wiejskich poza miastem. W XVIII i XIX wieku północnoeuropejscy przemysłowcy zainteresowani wielorybnictwem i handlem futrami wprowadzili różne terminy techniczne, jak np. norweskie słowo grax, opisujące resztki stałe pozostające po zakończeniu procesu połowu wielorybów. Inne słowa wprowadzone przez tych Europejczyków w XIX i XX wieku to m.in. nunatak, mukluk, pemmican i Nansen sled, które z kolei przejęli z różnych rdzennych języków amerykańskich. Niektóre terminy w języku angielskim używanym w Antarktyce mają swoje korzenie w terminologii wojskowej.
Antarktyczna odmiana wpłynęła również na inne odmiany języka angielskiego. Ponadto wiele terminów arktyczno-angielskich zostało po raz pierwszy przyjętych na Antarktydzie (szczególnie terminy odnoszące się do lodu).